# Trihurijaza
Trihurijaza je zarazna bolest koju uzrokuje parazit čovječja glista Trichuris trichiura. Ako infekciju izazove svega nekoliko crva, često ne dolazi do simptoma. Kod osoba zaraženih velikim brojem crva može doći do boli u trbuhu, umora i proljeva. Ta proljevasta stolica ponekad može biti i krvava. Gubitak krvi može prouzočiti pad razine crvenih krvnih stanica. Intelektualni i tjelesni razvoj u zaražene djece može biti usporen.

## Uzrok i dijagnoza
Bolest se obično širi kada ljudi jedu hranu ili piju vodu zagađenu jajašcima čovječje gliste. Do zaraze može doći zbog nepotpunog pranja ili kuhanja zagađenog povrća. Često se jajašca nalaze u zemlji u područjima gdje ljudi veliku nuždu obavljaju na otvorenom i gdje se neobrađen ljudski izmet upotrebljava kao gnojivo. Ta jajašca potječu od izmeta zaraženih ljudi. Lako se zaraze i mlađa djeca koja se igraju takvom zemljom i potom ruke stavljaju u usta. Gliste žive u debelom crijevu i duge su oko četiri centimetra. Dijagnoza se postavlja nalazom jajašaca pri ispitivanju stolice pod mikroskopom. Jajašca su bačvastog oblika.

## Sprječavanje i liječenje
Zaraza se sprječava temeljitim kuhanjem hrane i pranjem ruku prije kuhanja. U ostale se mjere ubraja poboljšanje sanitarnih uvjeta života, posebice osiguranje pristupa i upotrebe funkcionalnih i čistih zahoda te dostupnost čiste vode. U onim dijelovima svijeta u kojima su zaraze uobičajena pojava liječenje se često provodi nad cijelim skupinama ljudi, odjednom i redovito. Pri liječenju se tri dana daju sljedeći lijekovi: albendazol, mebendazol ili ivermektin. Nerijetko se ljudi i nakon liječenja ponovno zaraze.

## Epidemiologija
Zaraza čovječjom glistom pogađa približno 600 do 800 milijuna ljudi diljem svijeta. Najčešća je u tropskim krajevima. U ljudi zaraženih čovječjom glistom u zemljama u razvoju česte su i zaraze rudarskom glistom te bijelom glistom koja izaziva askarijazu. One uvelike pogađaju gospodarstva mnogih država. Na razvoju cjepiva protiv ove bolesti još uvijek se radi. Trihurijaza se svrstava u zanemarene tropske bolesti.

## Vanjske poveznice
- trihurijaza Hrvatska enciklopedija. LZMK
- LZMK / Proleksis enciklopedija: trihurijaza
- Medicinski leksikon: trihurijaza  Arhivirana inačica izvorne stranice od 4. ožujka 2016. (Wayback Machine)

|  | Molimo pročitajte upozorenje o korištenju medicinskih informacija. Ne provodite liječenje bez savjetovanja s liječnikom! |